# Karikatur von Lord Bristol, Bischof von Derry

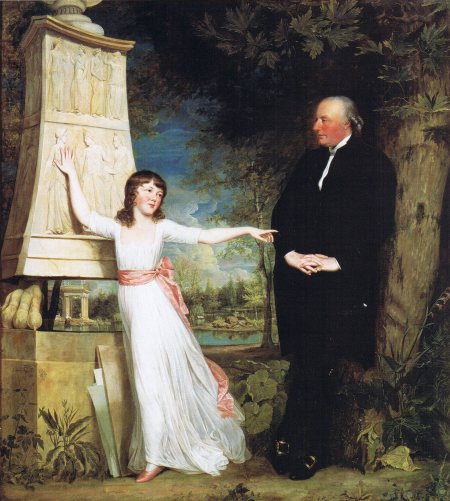
Lord Bristol mit seiner Enkelin, Gemälde von Hugh Douglas Hamilton

Die Karikatur von Lord Bristol, Bischof von Derry ist eine Zeichnung von Johann Christian Reinhart aus dem Jahr 1802. Sie zeigt Frederick August Hervey Earl of Bristol, Bischof von Derry, als kentaurenartiges Geschöpf mit dem Körper eines großen Schweins.

## Beschreibung
Am linken Rand der hochformatigen Zeichnung ist ein Weinstock zu sehen, der hoch emporrankt und das Blatt bis zur rechten oberen Ecke ausfüllt; an seinem Fuß lehnt ein amphorenartiges Gefäß. Rechts im Vordergrund steht das chimärenhafte Wesen, das den nackten Oberkörper des Bischofs von Derry mit einem stark behaarten, langen Schweinekörper vereint. In der erhobenen rechten Hand hält der Geistliche ein Glas Wein, auf das auch sein Blick gerichtet ist, auf der Handfläche der Linken balanciert er vor seinem Schoß den Bischofsstab, der an seiner linken Schulter lehnt. Der behaarte Schweinekörper steht auf einer angedeuteten Graslandschaft, die etwa das untere Fünftel des Blattes füllt. Weiter ist der Hintergrund nicht ausgeführt. Über dem Rücken des Wesens hängen mehrere Weinflaschen, weitere Flaschen liegen hinter ihm im Gras.

## Geschichte
Reinhart hatte bereits in den Jahren 1796 und 1800 Aufträge von Lord Bristol entgegengenommen, sich jedoch über ausbleibende bzw. verspätete Zahlungen für seine Bilder beklagt. Er schuf die Karikatur, nachdem er von Lord Bristol grob beleidigt worden war: Laut Johann Gottfried Seume hatte Bristol Reinhart zum Essen eingeladen. Es hatte sich eine größere Gesellschaft zusammengefunden, der der deutsche Maler, so Seume, als „ein Universalgenie, ein Erzkosmopolit, ein Hauptjakobiner“ vorgestellt wurde – Letzteres ein Ausdruck für Menschen, die sich den Reichen und Mächtigen nicht klaglos unterordneten, sondern sich eine gewisse Freiheit bewahrten, wie es Reinhart offenbar auch gegenüber dem in Kunstdingen recht diktatorischen Lord getan hatte. Da die Situation als peinlich empfunden wurde, fragte einer der Gäste – man befand sich in Italien – Reinhart nach seinem Heimatland, doch ehe der Maler antworten konnte, erklärte Lord Bristol, Reinhart habe kein Vaterland, sondern sei überall zu Hause. Reinhart jedoch widersprach: „Sono Prussiano.“ Darauf erwiderte der Gastgeber: „Prussiano? Prussiano? Ma mi pare che siete ruffiano.“ Auf diese Unterstellung, ein Lump bzw. ein Hurenwirt zu sein, antwortete Reinhart zunächst nicht, sondern verließ die Gesellschaft. Später, am 6. Februar 1802, schrieb er jedoch einen entsprechenden Antwortbrief, in dem er Lord Bristol sein unsägliches Verhalten vorwarf, und schuf danach die Karikatur, die den Unterkörper des Kirchenmanns in Schweinegestalt darstellte. Beigefügt war ein Vers nach Ovids Ars amatoria 1, 238: „Cura fugit multo diluiturque mero“ („Die Sorge schwindet und löst sich auf durch den vielen Wein“).
Die Zeichnung erregte ein gewisses Aufsehen in Rom. Seume erhielt sie schließlich als Geschenk und publizierte sie später als Kupferstich in seinem Spaziergang nach Syrakus, was ihm Reinhart allerdings offenbar übelnahm, weil er sich einseitig als Karikaturisten dargestellt sah.

## Lord Bristol und die Kunst
Lord Bristol starb ein Jahr nach dem Vorfall und hinterließ seinem Sohn unter anderem ein kreisrundes Herrenhaus in Ickworth in Essex. Nicht nur dieses Bauwerk und sein respektloser Umgang mit Johann Christian Reinhart zeugten von seiner exzentrischen Persönlichkeit: Als Einstellungstest pflegte er Bewerber erst zum Essen einzuladen und ließ sie anschließend in nassem Sand um die Wette laufen; der Sieger bei diesem Wettkampf erhielt dann einen Posten als Kaplan. 
Das runde Gebäude enthält Überreste der Kunstsammlung des Lords, unter anderem sind Velázquez, Gainsborough und Angelika Kauffmann darin vertreten. Seume allerdings hielt nichts vom Kunstgeschmack des Bischofs: „Dieser Herr hat bei der Impertinenz des Reichtums die Marotte den Kenner und Gönner in der Kunst zu machen und den Geschmack zu leiten, und zwar so unglücklich, daß seine Urteile in Italien hier und da bei Verständigen fast schon allein für Verdammung gelten.“